# Medetera albitarsis
Medetera albitarsis är en tvåvingeart som beskrevs av Van Duzee 1931. Medetera albitarsis ingår i släktet Medetera och familjen styltflugor. Inga underarter finns listade i Catalogue of Life.